# Provincia (Italia)

Corona della provincia

La provincia, in Italia, è un ente locale territoriale di area vasta, di livello inferiore alla regione e superiore a quello del comune. All'interno dei confini provinciali c'è un capoluogo di provincia, ossia la città o l'insieme di città che fanno parte della stessa provincia. Per esempio, il capoluogo di provincia di Verona è la città Verona, ma il capoluogo di provincia di Imperia è formato da Porto Maurizio con Oneglia, così come Massa e Carrara sono due città che sono capoluogo di una provincia.
La disciplina delle province è contenuta nel titolo V della parte II della Costituzione e in fonti primarie e secondarie che attuano il disposto costituzionale. Tutte le province, tranne quelle autonome di Trento e di Bolzano, che godono di autonomia speciale, e la Valle d'Aosta, dove le funzioni provinciali sono svolte dalla Regione, fanno parte dell'Unione delle province d'Italia.
Molte province collocano sopra il proprio stemma una corona costituita da un cerchio d'oro gemmato con le cordonature lisce ai margini e racchiudente due rami al naturale, uno di alloro e uno di quercia, uscenti decussati dalla corona e ricadenti all'infuori. Tale usanza non è tuttavia obbligatoria, essendo in diversi casi sostituita da coronature principesche o da drappi sovrastati da corone turrite
 o del tutto assente.

## Storia

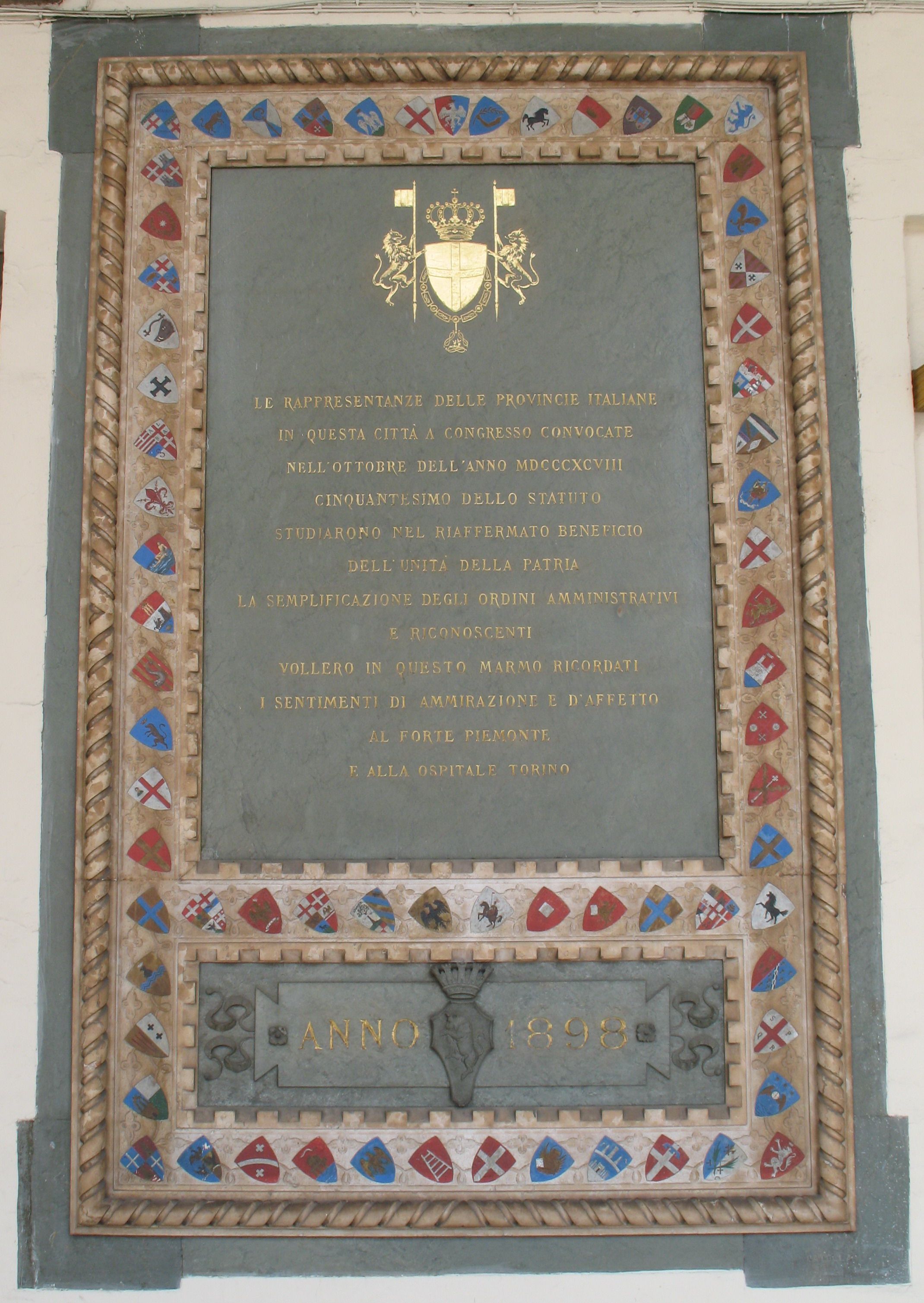
Lapide commemorativa del congresso delle province italiane del 1898 al Palazzo Reale di Torino

### Evoluzione istituzionale
Molti Stati preunitari conoscevano già l'istituto provinciale, ma le province odierne trovano fondamento legislativo nella normativa in essere nel Regno di Sardegna. Nello Stato sabaudo l'ordinamento provinciale era stato precedentemente definito dal decreto Rattazzi, che sul modello francese aveva stabilito l'organizzazione del territorio in province, circondari, mandamenti e comuni. La provincia nasceva così come ente locale dotato di propria rappresentanza elettiva e di un'amministrazione autonoma: un collegio deliberante di durata quinquennale, il consiglio provinciale, e un organo esecutivo-amministrativo di durata annuale, la deputazione provinciale, eletta dal Consiglio ma presieduta e convocata dal governatore, poi prefetto, di nomina regia. I consiglieri si rinnovavano per un quinto ogni anno per sorteggio. Le prime elezioni provinciali furono celebrate il 15 gennaio 1860.
Dopo, al fine di procedere a un riassetto del neonato Stato, la legge Lanza cancellò la legislazione amministrativa asburgica, che era stata fino ad allora mantenuta viva in Toscana per le sue avanzate caratteristiche. La legge Lanza fu poi estesa al Veneto nel 1867 e al Lazio nel 1870. Con tale legge, la deputazione passò a rinnovarsi per metà ogni anno, dando più stabilità alla carica di deputato provinciale.
Nel 1889, con il primo testo unico degli enti locali, venne introdotto il principio elettivo nella nomina annuale del presidente della deputazione provinciale, separandone la figura da quella del prefetto. Veniva inoltre allargato il suffragio amministrativo per censo, includendovi il ceto medio. Nel 1894, nell'intento di dare maggiore stabilità, la durata del consiglio veniva portata a sei anni, con rinnovo triennale di metà dei consiglieri scelti per sorteggio. La deputazione si rinnovava invece per intero ogni tre anni e a tale termine venne coordinata la carica del presidente. Un'ulteriore espansione delle cariche esecutive fu deliberata nel 1904, facendo diventare quadriennale il mandato della deputazione, mentre per il consiglio si scelse il rinnovo biennale per terzi.

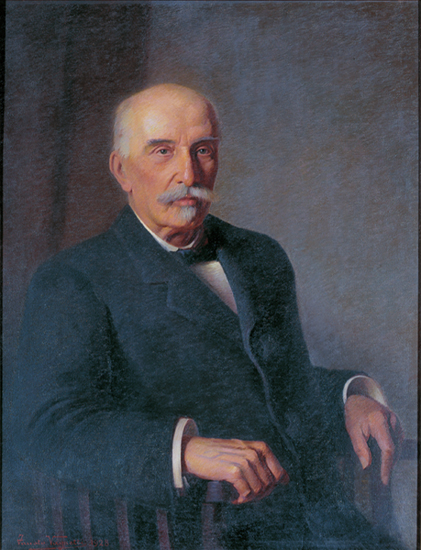
Giovanni Giolitti, il quale portò la democrazia nelle elezioni provinciali

Un nuovo ammodernamento dell'istituto della provincia fu operato del governo Giolitti, che, con la sua legge sul suffragio universale, deliberò che anche il consiglio venisse da allora eletto integralmente ogni quattro anni e, soprattutto, che il suffragio universale, già previsto alle elezioni politiche, venisse esteso alle elezioni amministrative. L'elettorato attivo venne concesso a tutti i cittadini maschi ultratrentenni, mentre per i ventunenni permanevano condizioni di censo, istruzione e servizio militare. Per recepire questi storici cambiamenti, vennero indette elezioni amministrative generali per il 1914, mentre poi il testo unico del 1915 raccolse in un unico documento un'evoluzione trentennale che aveva visto il sistema amministrativo italiano distaccarsi dallo schema francese napoleonico nell'intento di fornire maggiore democrazia. La configurazione dell'istituzione provinciale veniva così regolata nei suoi organi costitutivi, nei suoi compiti, nei proventi e nelle spese ad essa attribuite.
Il regime fascista, con la sua tendenza accentratrice e antidemocratica, abolì il criterio elettivo nella formazione degli organi provinciali. In un primo tempo, quando ancora Mussolini governava in coalizione con le forze liberali e popolari, le milizie squadriste minacciarono i componenti delle amministrazioni socialiste, provocandone le dimissioni. Nelle province in cui il governo non si aspettava la vittoria di una coalizione di centro-destra e, dopo il trionfo fascista nelle elezioni politiche del 1924, in tutta Italia grazie all'emanazione delle leggi fascistissime, i prefetti addussero vari pretesti per insediare stabilmente alla guida delle province le commissioni reali straordinarie, che il precedente ordinamento giuridico considerava come del tutto transitorie. Nel 1929, poi, la svolta autoritaria nella gestione delle province fu esplicitata anche per legge e il consiglio venne sostituito da un rettorato di nomina prefettizia composto da quattro, sei o otto membri, mentre un preside di nomina regia accentrò le competenze della Deputazione e del suo presidente. Veniva tuttavia così messa in essere una diarchia, quella fra preside e prefetto, della cui pericolosità si accorse ben presto lo stesso Mussolini. Il dittatore non poté però provvedervi se non nella Repubblica Sociale Italiana, nelle cui province il prefetto divenne il Capo della Provincia, assumendo totale supremazia su tutte le altre cariche locali.
Le province vennero lentamente ricostituite in senso democratico a guerra ancora in corso: nell'aprile del 1944 il governo decretò, solo per i territori liberati, il ripristino delle deputazioni e del relativo presidente, affidandone la nomina al prefetto. Le deputazioni erano tutte di sei membri, sia per effetto dell'ultimo disposto precedente la svolta autoritaria, sia perché tanti erano i partiti membri del CLN che dovevano essere tutti rappresentati. Tale regime provvisorio, in cui le deputazioni godevano anche delle attribuzioni consiliari, venne poi prolungato per ben sette anni in attesa di concludere il dibattito sull'attivazione dell'istituzione regionale.
La ricomparsa dei consigli provinciali, per la prima volta supportati dal suffragio femminile, fu il portato della legge 8 marzo 1951, n. 122, che fissò a quarantacinque il numero massimo dei consiglieri provinciali e a otto quello dei membri della giunta provinciale, consesso che sostituì la deputazione come organo esecutivo. Con un'innovazione rispetto al passato prefascista, il presidente della Provincia, eletto dal consiglio tra i suoi componenti, fu messo a capo sia dello stesso consiglio sia della giunta. In questa prima fase, il sistema elettorale fu un meccanismo misto a prevalenza maggioritaria, ma nel 1960 anche per le province venne introdotto un puro suffragio proporzionale come per tutti gli altri livelli istituzionali. Il mandato delle amministrazioni provinciali fu inizialmente stabilito in quattro anni, ma vari decreti resero tale termine molto irregolare finché non si passò a un termine quinquennale, anche qui per armonizzarsi al resto del panorama politico.
La creazione delle regioni autonome, tuttavia, introdusse per la prima volta una disarmonia fra gli organi provinciali presenti sul territorio. In Sicilia lo statuto speciale del 1946 con l'art. 15 soppresse le province.
Il parlamento regionale decretò di lasciare le province sotto l'autorità della giunta dell'isola, che nominava d'imperio i presidenti e i membri delle giunte provinciali, mentre fu solo nel 1964 con la nascita delle "province regionali", come consorzi di comuni, che si acconsentì alla rinascita dei consigli provinciali, con elezioni di secondo grado.
In Trentino-Alto Adige la ricostituzione dei consigli su base proporzionale avvenne già nel tardo 1948, dato che l'accordo con l'Austria prevedeva che essi fungessero anche da consiglio regionale, raggruppandosi in seduta comune. In Valle d'Aosta, infine, l'amministrazione regionale svolgeva anche i compiti provinciali, in particolare tramite il consiglio eletto nel tardo 1949.
Dopo decenni di immobilismo, il primo importante intervento legislativo di riforma degli enti locali fu operato della legge n. 142/1990, con la quali i comuni e le province furono autorizzati ad adottare un proprio statuto e istituire regolamenti concernenti le norme fondamentali di organizzazione dell'ente, l'ordinamento degli uffici e delle società partecipate, le forme di partecipazione popolare, di decentramento, di accesso dei cittadini alle informazioni e ai provvedimenti amministrativi. La legge incominciò a preoccuparsi del tema della governabilità, introducendo la sfiducia costruttiva per proteggere le giunte in carica. Infine, la normativa prefigurò un nuovo istituto per le aree urbane più dense, la città metropolitana, che tuttavia rimase una pura teoria poiché non vennero emanate le necessarie leggi regionali di attuazione.
Il vero cambiamento storico fu però il risultato della legge del 25 marzo 1993, n. 81, che stabilì l'elezione diretta a suffragio universale dei presidenti delle province, cui veniva demandato il potere di nominare la giunta provinciale ora composta da assessori esterni al consiglio, per il quale veniva ricreata la separata figura di un suo presidente. Era possibile la nomina ad assessore di un consigliere, ma costui perdeva immediatamente il seggio all'accettazione della carica superiore. La durata delle amministrazioni fu ridotta a quattro anni, sul modello statunitense, non più di due mandati presidenziali consecutivi, mentre la legge elettorale venne modificata con un premio di maggioranza per garantire la coalizione vincitrice. La Sicilia, che nell'agosto 1992 aveva approvato l'elezione diretta dei sindaci, applicò alle sue province il suo particolare modello fatto di presidenzialismo puro, con una semplice soglia di sbarramento per il consiglio. Solo nel 1997 si adeguò al modello nazionale.
L'ulteriore evoluzione delle norme amministrative fu riassunta nel nuovo Testo unico sull'ordinamento degli enti locali (TUEL), emanato con decreto legislativo n. 267 del 2000, che riportò a cinque anni la durata dei mandati elettivi.

Mappa d'Italia con le province

Il secondo decennio del XXI secolo portò un ampio dibattito sul ruolo e sulla gestione delle province. Il governo Monti recepì le pressioni comunitarie in tema di risparmi di bilancio e fu emanato il decreto-legge 6 dicembre 2011, n. 201, che prevedeva nelle regioni a statuto ordinario la spoliazione dei poteri delle province e la nomina dei loro organi da parte degli amministratori comunali, abolendo le giunte. Il provvedimento comportò il rinvio degli appuntamenti elettorali del 2012 e del 2013, offrendo ai presidenti uscenti la permanenza in carica come commissari. Le iniziative nazionali trovarono accoglimento in Sicilia dopo la vittoria di Rosario Crocetta, che, con un provvedimento più radicale, licenziò tutte le autorità provinciali a far data dal 30 giugno 2013, sostituendole con commissari da lui stesso nominati, ma vennero fermate proprio a Roma dalla Corte costituzionale, che il 3 luglio cassò la riforma Monti, giudicandola incostituzionale a causa dell'uso di un decreto per riformare un ente costituzionalmente garantito quale la provincia. La reazione dei nuovi governi di centro-sinistra si concretizzò, quindi, il 3 aprile 2014 con l'approvazione della legge proposta dal ministro Graziano Delrio, che confermò la trasformazione delle province in enti amministrativi di secondo livello e la mutazione di dieci di esse in città metropolitane. La nuova normativa cancellò anche le elezioni previste nel 2014, sostituendole con consultazioni a suffragio ristretto celebrate in autunno, e abolì le giunte, redistribuendo le deleghe ai consiglieri provinciali ridotti in numero.
L'attuazione della riforma fu posticipata all'inizio del 2015 per le realtà metropolitane, a capo delle quali fu posto per principio e di diritto il sindaco del capoluogo, e fu recepita in forma modificata dal Friuli-Venezia Giulia, mentre al parlamento siciliano il dibattito subì una brusca frenata, obbligando a continue proroghe o nomine di nuovi commissari, mantenendo nel frattempo comunque in vita gli enti e garantendo il relativo personale impiegatizio. Per quanto riguarda la Sardegna, in seguito all'esito dei referendum del 2012 si tentò di avviare un processo di riorganizzazione amministrativa, ma la delibera del Consiglio regionale del 24 maggio 2012 rimase disattesa, mentre la successiva del 27 febbraio 2013 portò solo al commissariamento delle quattro nuove province a far data dal 30 giugno 2013. L'amministrazione regionale ha poi annullato le elezioni provinciali previste nel 2015, prevedendo una gestione commissariale fino alla fine dell'anno. In Sicilia solo con la legge regionale n.15 del 4 agosto 2015 si approva l'eliminazione delle province e la loro sostituzione con sei liberi consorzi comunali e le tre città metropolitane di Palermo, Catania e Messina, che mantengono territorio e funzioni delle vecchie province regionali, mentre i commissari nel novembre 2015 sono ulteriormente prorogati fino al giugno 2016.

### Evoluzione territoriale
| Anno            | 1861 | 1866 | 1870 | 1923 | 1924 | 1927 | 1934 | 1935 | 1941 | 1944 |
| Numero province | 59   | 68   | 69   | 75   | 76   | 92   | 93   | 94   | 95   | 94   |

| Anno            | 1945 | 1947 | 1954 | 1968 | 1970 | 1974 | 1995 | 2005 | 2009 | 2016 | 2025 |
| Numero province | 93   | 91   | 92   | 93   | 94   | 95   | 103  | 107  | 110  | 107  | 108  |

### Regno d'Italia

Le province del Regno d'Italia, in numero di 69 nel cinquantennio compreso tra la presa di Roma e la vittoria italiana nella prima guerra mondiale

Alla proclamazione del Regno d'Italia nel 1861, le province dello Stato erano solamente 59, e il territorio nazionale non comprendeva né l'odierno Veneto con la parte orientale del Mantovano, il Friuli-Venezia Giulia e il Trentino-Alto Adige che erano ancora parte dell'Impero Asburgico, né il Lazio che era rimasto allo Stato Pontificio. Molte province vennero istituite o riformate dalle amministrazioni transitorie filosabaude, altre passarono direttamente dai governi preunitari al nuovo Stato, esistendo dunque praeter legem: tutti i capoluoghi, con l'unica particolare eccezione di Porto Maurizio, erano stati comunque elevati a tale rango decenni se non secoli prima dell'unificazione nazionale. In Lombardia il decreto Rattazzi rettificò una compartimentazione provinciale che affondava le sue radici nel Medioevo, in Emilia il dittatore Carlo Farini emanò i decreti n. 79 e n. 81 che ridussero il frazionamento del territorio e standardizzarono i poteri delle province. In Toscana l'ordinamento granducale passò tale e quale sotto il nuovo regime, e nel sud Italia il generale Garibaldi si limitò a sostituire le autorità borboniche, lasciando intatte le 22 province del precedente regno. Solo nel Mezzogiorno continentale fu creata ex novo la provincia di Benevento.
Il primo decennio del Regno vide stabilizzarsi la configurazione delle province. Nel 1865 il capoluogo della provincia di Noto fu riportato a Siracusa, trasformandola nella moderna provincia di Siracusa, mentre venne rettificato il confine fra le province di Modena e di Massa-Carrara nella zona della Garfagnana. Nel 1866, a seguito della Terza guerra d'indipendenza, vennero annessi i territori del Veneto dell'epoca, precedentemente appartenenti all'Impero austriaco, con l'inglobamento delle previgenti e immutate nove province asburgiche di Belluno, Padova, Rovigo, Treviso, Venezia, Verona, Vicenza, Udine e Mantova, quest'ultima restaurata nei suoi confini storici nel 1868. Infine, nel 1870, a seguito dell'annessione della futura capitale, venne istituita la provincia di Roma, portando il numero complessivo di province nel Regno a 69. La suddivisione territoriale così stabilizzatasi perdurò per mezzo secolo.
La vittoria nella prima guerra mondiale e l'avvento del fascismo comportarono nuove evoluzioni della geografia amministrativa italiana. Immediatamente dopo la marcia su Roma, il duce impose la riorganizzazione dei territori annessi e che i liberali avevano mantenuto sotto la vecchia legislazione asburgica: nel gennaio del 1923 vennero così istituite le nuove province di Pola, di Trieste, di Zara e di Trento. Al contempo, si incominciò a ridisegnare anche il vecchio territorio nazionale: dapprima fu espansa la provincia di Forlì, terra natale di Mussolini, a discapito di quella di Firenze, poi la ricerca di maggior prestigio per la capitale fece spostare l'area di Rieti dalla provincia di Perugia a quella di Roma, quindi esigenze di modernità legate alla costruzione di nuove strade consigliarono di sopprimere il circondario di Bobbio modificando il confine fra la provincia di Pavia e quelle di Piacenza e di Genova a favore di queste ultime, mentre fu conforme ai progetti di espansione marittima del duce l'istituzione per scorporo delle nuove province di Taranto e della Spezia. Si spostò la Garfagnana nella provincia di Lucca staccandola da quella di Massa, mentre vennero apportati anche mutamenti lessicali: la provincia di Porto Maurizio venne ridenominata provincia di Imperia. L'anno successivo poi, nel 1924, dopo la firma del Trattato di Roma con la Jugoslavia, fu istituita la Provincia di Fiume, portando il numero delle province a 76. Il 1925 segnò invece, sempre in ossequio alla vocazione marinara del regime, la trasformazione della provincia di Livorno, fino ad allora limitata al solo capoluogo e all'Elba, che venne rivoluzionata annettendole il comune insulare di Capraia e soprattutto un ampio territorio costiero distaccato dalla provincia di Pisa, a sua volta parzialmente indennizzata con alcuni comuni presi da Firenze.

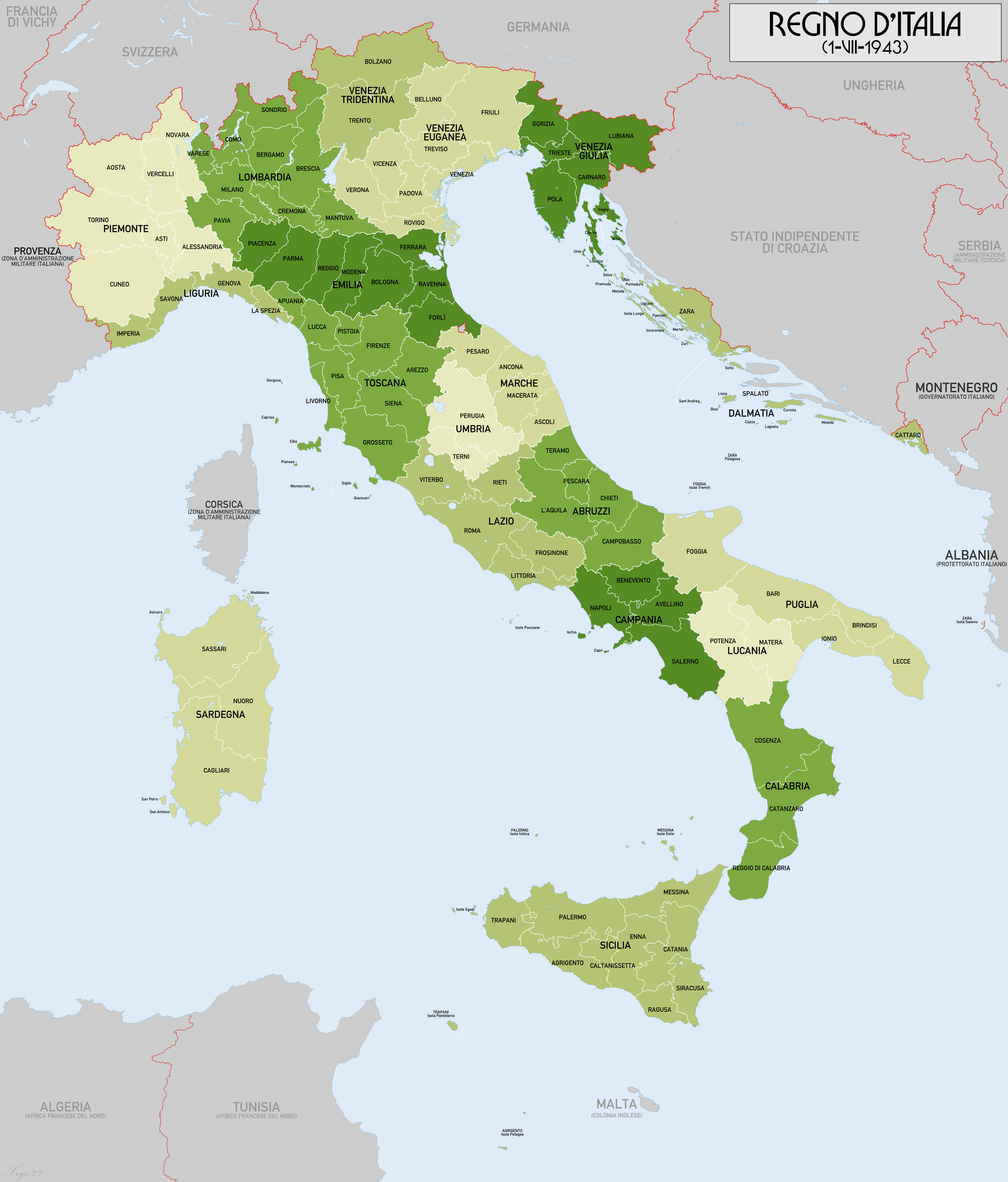
Le province d'Italia quando il territorio nazionale raggiunse la sua massima estensione nel 1941

Una volta divenuto regime, il fascismo procedette a un più radicale riordino delle circoscrizioni provinciali, partendo dalla decisione di abolire i circondari. Se molti subcapoluoghi furono ridotti a semplici comuni, quelli più popolosi vennero al contrario elevati al rango di capoluoghi a tutto tondo. Nel 1927 fu dunque emanato un decreto per l'istituzione di ben 17 nuove province: Aosta, Bolzano, Brindisi, Castrogiovanni, Frosinone, Gorizia, Matera, Nuoro, Pescara, Pistoia, Ragusa, Rieti, Savona, Terni, Varese, Vercelli e Viterbo. Significativo del mutato quadro politico fu il caso di Gorizia: se quattro anni prima, in regime di democrazia, la città giuliana era stata degradata dal giovane governo Mussolini per impedire la formazione di un'amministrazione locale a guida slava, ora il nuovo quadro autoritario permetteva, e anzi richiedeva, di restaurare il capoluogo isontino per facilitare un più particolareggiato controllo del territorio in un'area con una forte componente etnica non latina, come d'altronde accadde anche a Bolzano. Lo stesso decreto si caratterizzò per essere l'unico nella storia d'Italia nel quale il legislatore procedette volontariamente alla soppressione di una provincia: si trattò della provincia di Terra di Lavoro, la più estesa del regno: essa fu spartita fra quelle confinanti a particolare vantaggio della provincia di Napoli, sempre in ossequio al favore che il duce aveva espresso per i capoluoghi portuali.
Il decreto del 1927 fu esplicitamente dichiarato perfettibile in attesa dei risultati del successivo censimento. In realtà, a parte i quasi immediati mutamenti puramente lessicali di Girgenti ribattezzata Agrigento e di Castrogiovanni ridenominata Enna, e alcuni ritocchi confinari secondari, la prima vera integrazione si ebbe solo nel 1934 con la propagandistica fondazione della provincia di Littoria sulle terre pontine appena bonificate, mentre le annunciate esigenze statistiche furono applicate unicamente nel 1935 con il distacco della provincia di Asti da quella di Alessandria. Seguirono poi solo altre reintitolazioni nel 1938, quando Massa e Carrara venne denominata Apuania e, pochi mesi dopo, Aquila degli Abruzzi divenne L'Aquila.
La seconda guerra mondiale portò il territorio amministrativo italiano alla sua massima estensione. L'attacco alla Jugoslavia nel 1941, con il conseguente smembramento del Paese, comportò l'istituzione nell'odierna parte centrale della Slovenia della provincia di Lubiana, portando le province del regime a un totale di 95. Il fascismo aveva inoltre già abbozzato nuovi enti nei territori coloniali e in quelli appena conquistati, ma il progetto non arrivò mai al suo definitivo completamento per la mancata estensione del diritto amministrativo metropolitano in quelle zone, ossia la Libia che nel 1939 era stata suddivisa in quattro commissariati provinciali, e la Dalmazia che nel 1941 era stata inclusa in un governatorato comprendente tre province, tra cui quella preesistente di Zara.

Militari jugoslavi a Trieste nel 1945

L'armistizio di Cassibile invertì la tendenza all'aumento del numero delle province, dato che il confine orientale subì sempre più la pressione delle armate partigiane di Tito. Le intenzioni del comandante jugoslavo erano esplicitamente rivoluzionarie e volte alla cancellazione immediata di ogni istituzione italiana, compresi gli enti locali, senza attendere gli atti di diritto internazionale. La prima a cadere, il 31 ottobre 1944, fu Zara, che venne convertita in soli due giorni in un'amministrazione croata e sovietica. Molto più ampia fu però l'invasione immediatamente seguente alla fine della guerra nel maggio del 1945, quando la Venezia Giulia presa dai titini venne spogliata di ogni autorità italiana e sottoposta a neoeletti consigli popolari i cui ambiti geografici ricalcavano piuttosto l'antica suddivisione austro-ungarica. La conclusione del conflitto nel 1945 comportò per opportunità la modifica del nome di due province, quella di Littoria che diventò di Latina, e poco dopo quella di Apuania che ridivenne di Massa-Carrara fissandone il capoluogo in Massa, mentre venne istituita la nuova provincia di Caserta, che ereditò solo in parte il territorio della provincia di Terra di Lavoro sacrificata dal regime.

### Repubblica Italiana
Con il Trattato di pace di Parigi del 10 febbraio 1947 venne ratificata la perdita delle province di Pola, Fiume e Zara, nonché di gran parte del territorio di quelle di Gorizia e Trieste, mentre il nucleo centrale di quest'ultima venne staccato dall'Italia e trasformato nel Territorio Libero di Trieste sottoposto al Governo Militare Alleato. A quel punto la zona di Monfalcone, rimasta orfana del capoluogo provinciale, fu aggregata su ordine prefettizio alla provincia di Gorizia. Dal lato francese la provincia di Cuneo perse un comune. La nuova Italia repubblicana scese così a un totale di 91 province. Nel 1948, con la creazione della regione Trentino-Alto Adige, fu ridefinito il confine fra la provincia di Bolzano e quella di Trento a favore della prima.
I primi vent'anni della Repubblica Italiana videro la geografia provinciale rimanere immutata fatta salva, a seguito del Memorandum di Londra del 1954, la reintegrazione nel territorio nazionale di ciò che era rimasto della provincia di Trieste. La prima novità giunse solo nel 1968, quando venne istituita la provincia di Pordenone, cui seguirono nel 1970 la provincia di Isernia e nel 1974 la provincia di Oristano.

#### Le trasformazioni dal 1992 ad oggi

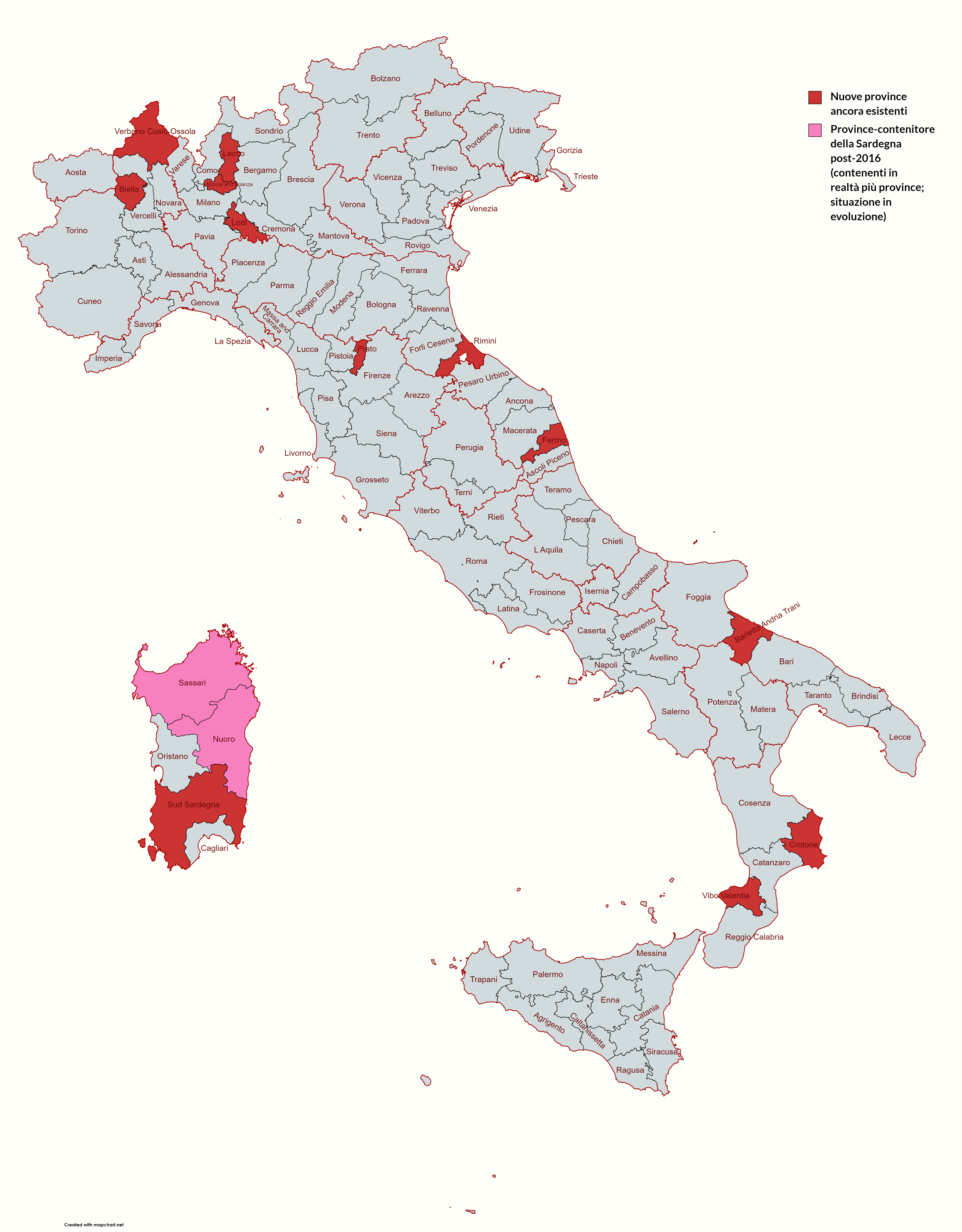
Mappa delle nuove province d'Italia istituite dal 1992 ad oggi.

L'incremento divenne più sostanziale nel 1992 quando, nell'ambito dei tentativi di reagire alle accuse di immobilismo politico di quel periodo, il Parlamento votò la creazione di ben otto nuove province: Biella, Crotone, Lecco, Lodi, Prato, Rimini, Verbano-Cusio-Ossola e Vibo Valentia. Contestualmente Forlì venne rinominata Forlì-Cesena. Le nuove amministrazioni però si attivarono concretamente solo nel 1995, in seguito al regolare appuntamento elettorale.
Nel 2001 la regione a statuto speciale della Sardegna istituì quattro province poi divenute operative nel 2005, Olbia-Tempio, Ogliastra, Medio Campidano e Carbonia-Iglesias, contestualmente ridefinendo i confini delle province esistenti: per la prima volta nella storia d'Italia venivano create province tramite legge regionale, dando luogo a un non facile coordinamento con la legislazione nazionale che non le riconosceva. Nel frattempo, nel 2004, il Parlamento istituì le 3 province di Monza e Brianza, di Fermo e di Barletta-Andria-Trani, che divennero poi operative nel 2009 portando il numero complessivo delle province geografiche a 110.
Nel 2016 la Sardegna è riuscita a recepire l'esito del referendum regionale del 2012 che aveva stabilito l'abolizione delle quattro province istituite nell'isola nel 2001. Avendo tuttavia contestualmente istituito la città metropolitana di Cagliari aggregando, unico caso in Italia nello spirito originario dell'idea di città metropolitana generata nel 1990, solo i comuni conurbati con il capoluogo e non tutta la ex provincia, i restanti comuni dell'anello esterno della provincia cagliaritana sono stati fusi con le altre province confinanti per dare vita alla provincia del Sud Sardegna. Il risultato complessivo è stato la diminuzione di tre unità delle province italiane, per la prima volta nella storia repubblicana per effettiva soppressione degli enti e non per trasformazione istituzionale o cessione a Stati esteri. Nell'aprile 2025 sono divenute operative la città metropolitana di Sassari e la provincia della Gallura Nord-Est Sardegna (che ricalca confini e capoluoghi della precedente provincia di Olbia-Tempio), già previste dalla riforma regionale approvata con L.R. n. 7/2021.
Nel 2017 la regione autonoma del Friuli-Venezia Giulia, nell'ambito della propria riorganizzazione amministrativa, ha provveduto a sopprimere le tre province di Trieste, Gorizia e Pordenone, mentre nel corso del 2018 è stata soppressa anche l'ultima provincia di Udine. Poteri e competenze intercomunali sono stati ripartiti tra la regione e 18 Unioni Territoriali Intercomunali (UTI), poi anch'esse abrogate nel 2019 e sostituite nel 2020 da quattro enti di decentramento regionale (EDR), che ricalcano i confini delle quattro province storiche.

## Descrizione

### Organizzazione amministrativa
L'organizzazione amministrativa di una provincia è fissata dalla legge 7 aprile 2014, n. 56.
Il presidente, eletto dagli amministratori comunali del territorio tra i Sindaci dei vari Comuni della provincia, è la massima carica nella stessa, e ha potere esecutivo. Il mandato dura 4 anni, fatte salve le dimissioni o il decesso.
Il consiglio provinciale, organo collegiale di indirizzo e controllo, con funzioni di approvazione del bilancio, delle delibere e dei provvedimenti amministrativi, è composto da consiglieri in rappresentanza dei sindaci e dei consiglieri dei comuni del territorio. Altra figura chiave è quella del segretario provinciale.
La legge 56/14 ha introdotto tra gli organi di governo della provincia anche l'assemblea dei sindaci, composta da tutti i sindaci dei comuni del territorio, con funzioni propositive, di indirizzo e di controllo.

### Funzioni

#### Anni 1990
Negli anni 1990 il legislatore si era impegnato in un rilancio dell'istituto provinciale, le cui funzioni erano state compresse dopo l'entrata in funzione delle 15 regioni a statuto ordinario (1970). Il decreto legislativo n. 112/1998 aveva pertanto trasferito alle province competenze prima spettanti allo Stato o alle regioni, in adesione al principio di sussidiarietà, fra le quali spiccavano quelle in materia di:
- definizione e rispetto del bilancio provinciale annuale
- protezione civile (attuazione dei piani regionali, predisposizione dei piani provinciali prima spettanti alla prefettura);
- scuola e istruzione (istituzione e soppressione di scuole, organizzazione della rete scolastica; edifici scolastici);
- risparmio e rendimento energetico;
- trasporti (molte competenze furono ereditate dalla Motorizzazione civile);
- autoscuole (autorizzazioni, vigilanza, consorzi, esami di idoneità per gli insegnanti);
- imprese di revisione e riparazione di autoveicoli;
- rilascio di licenze per autotrasporto e albi provinciali degli autotrasportatori;
- industria;
- lavoro e centri per l'impiego (ex uffici di collocamento di competenza del Ministero del lavoro).

#### Anni 2000
In base all'art. 19 del decreto legislativo 18 agosto 2000, n. 267, il "Testo unico delle leggi sull'ordinamento degli enti locali" (TUEL), spettavano alla provincia le funzioni amministrative che riguardavano vaste zone intercomunali o l'intero territorio provinciale nei seguenti settori:
- difesa del suolo, tutela e valorizzazione dell'ambiente e prevenzione delle calamità;
- tutela e valorizzazione delle risorse idriche ed energetiche;
- valorizzazione dei beni culturali;
- viabilità e trasporti;
- protezione della flora e della fauna, parchi e riserve naturali;
- caccia e pesca nelle acque interne;
- organizzazione dello smaltimento dei rifiuti a livello provinciale, rilevamento, disciplina e controllo degli scarichi delle acque e delle emissioni atmosferiche e sonore;
- servizi sanitari, di igiene e profilassi pubblica, attribuiti dalla legislazione statale e regionale;
- compiti connessi alla istruzione secondaria di secondo grado e artistica, nonché alla formazione professionale – compresa l'edilizia scolastica – attribuiti dalla legislazione statale e regionale;
- raccolta ed elaborazione dati, assistenza tecnico-amministrativa agli enti locali.

Ulteriore specifico compito delle Province era quello della programmazione, previsto dall'art. 20 del TUEL, che si svolgeva secondo le norme dettate dalla legge regionale, mentre era la stessa Provincia a predisporre e ad adottare il piano di coordinamento che determinava gli indirizzi generali di assetto del territorio, la localizzazione delle maggiori infrastrutture e delle principali vie di comunicazione, gli obiettivi e i modi di intervento per la sistemazione idrica, idrogeologica e idraulico-forestale. Era la provincia, quindi, che aveva la funzione di accertare la compatibilità degli strumenti di pianificazione territoriale predisposti dai Comuni, con le previsioni contenute nel piano territoriale di coordinamento.

#### Anni 2010
Gli anni 2010 segnarono una radicale inversione di tendenza nel senso di uno svuotamento dei poteri delle province e il trasferimento di competenze e organici alle regioni.
In base alla legge n. 56 del 7 aprile 2014 rimangono le seguenti funzioni fondamentali delle province:
1. pianificazione territoriale provinciale di coordinamento, nonché tutela e valorizzazione dell'ambiente, per gli aspetti di competenza;
2. pianificazione dei servizi di trasporto in ambito provinciale, autorizzazione e controllo in materia di trasporto privato, in coerenza con la programmazione regionale, nonché costruzione e gestione delle strade provinciali e regolazione della circolazione stradale ad esse inerente;
3. programmazione provinciale della rete scolastica, nel rispetto della programmazione regionale;
4. raccolta ed elaborazione di dati, assistenza tecnico-amministrativa agli enti locali;
5. gestione dell'edilizia scolastica;
6. controllo dei fenomeni discriminatori in ambito occupazionale e promozione delle pari opportunità sul territorio provinciale.

Le province possono altresì, d'intesa con i comuni, esercitare le funzioni di predisposizione dei documenti di gara, di stazione appaltante, di monitoraggio dei contratti di servizio e di organizzazione di concorsi e procedure selettive. 
Le province hanno poi ulteriori funzioni conferite dalle leggi regionali. Le funzioni rimosse dalla competenza provinciale passano alle regioni, che devono tuttavia accettarle addossandosi il relativo personale e i connessi oneri di bilancio.
Di fatto, la legge n. 56 del 2014 prevedeva un sostanziale svuotamento dei poteri dell'ente provinciale a vantaggio delle regioni; tale processo sarebbe stato portato a compimento dalla riforma costituzionale Renzi-Boschi, che prevedeva un'abolizione totale dell'ente.
Tuttavia, tale riforma fu respinta dall'esito del referendum costituzionale del 2016 e, quindi, le province sono restate in vita nella forma appena descritta.

#### Anni 2020
Nell'attuale XIX legislatura, determinata dalle elezioni politiche del 2022, sono stati depositati disegni di legge per reintrodurre l'elezione diretta dei consigli e dei presidenti delle province che era stata abolita nel 2014.

## Assetto istituzionale

### Periodo 1993-2014
La legge n. 81 del 25 marzo 1993 aveva stabilito l'elezione popolare diretta dei presidenti delle province italiane, ricorrendo a un eventuale turno di ballottaggio qualora nessun candidato avesse raggiunto la maggioranza assoluta dei consensi. La durata in carica del presidente, originariamente fissata in quattro anni, fu prolungata a cinque, e l'intero sistema normativo venne consolidato nel Testo unico delle leggi sull'ordinamento degli enti locali, il D. Lgs. n. 267 del 2000. In qualunque caso di morte, dimissioni, sospensione, sfiducia o decadenza del presidente, si procedeva all'indizione di nuove elezioni provinciali e, nel caso di crisi politica, alla gestione provvisoria dell'ente da parte di un commissario nominato dal prefetto. Contestualmente alla scelta del presidente, si tenevano le elezioni del Consiglio Provinciale, sul principio del governo di legislatura.
I consiglieri, in numero variabile da 24 a 45 secondo l'entità della popolazione, erano eletti con un particolare sistema elettorale proporzionale con premio di maggioranza. L'elettore poteva tracciare sulla scheda elettorale, di colore giallo, un segno su un candidato presidente e su un candidato consigliere che lo sosteneva. Alla coalizione collegata al presidente eletto veniva comunque garantito almeno il 60% dei seggi consiliari; tenuta presente questa clausola, i seggi venivano ripartiti in maniera proporzionale con metodo D'Hondt sulla base dei voti conseguiti dalle varie coalizioni, e in seconda istanza dalle singole liste, nella circoscrizione unica provinciale. I candidati si presentavano però in collegi uninominali e, determinato il numero di seggi assegnati a ciascuna lista, venivano dichiarati eletti coloro che, all'interno della stessa, avessero ottenuto le maggiori percentuali di voto nel proprio collegio.

### Dopo la Riforma Delrio
Con la legge nº 56 del 7 aprile 2014, le province delle regioni ordinarie sono state trasformate in enti amministrativi di secondo livello con elezione dei propri organi a suffragio ristretto, ed è stata prevista la trasformazione di dieci province in città metropolitane. La legge in oggetto ha abolito la giunta provinciale, redistribuendo le deleghe di governo all'interno del Consiglio provinciale, molto ridimensionato nel numero dei suoi membri, e introducendo così un'inedita forma di governo presidenziale pura, del tutto nuova alla vita politica italiana repubblicana. Un nuovo organo, l'assemblea dei sindaci, assume il compito di deliberare il bilancio ed eventuali modifiche statutarie. Sono previste inoltre forme particolari di autonomia per le province montane, individuate con legge regionale.
In Sicilia le province sono state commissariate da due anni, in attesa di un progetto di riforma, così come accaduto con le nuove province sarde, abolite per referendum popolare. Nel 2015 vengono istituiti sei liberi consorzi comunali e le città metropolitane di Palermo, Catania e Messina, senza peraltro staccarsi dalla normativa nazionale e limitandosi a puri mutamenti lessicali. Solo in Sardegna la creazione della città metropolitana di Cagliari fu un atto di autentica riforma, applicando il nuovo ente alla sola conurbazione del capoluogo così come concepito dal legislatore del 1990.
Norme del tutto diverse invece regolano la vita istituzionale nelle comunità autonome di Aosta, Bolzano e Trento.
In Friuli-Venezia Giulia, a seguito di una modifica dello statuto speciale della regione, venne votata una riforma che prevedeva l'abolizione delle province man mano che sarebbero giunti a scadenza i rispettivi consigli provinciali.

### Numerosità dei consigli e delle giunte
Con l'entrata in vigore della legge Delrio nelle regioni a statuto ordinario, gli assessori provinciali sono stati aboliti, e il consiglio provinciale si compone del presidente della provincia e di un numero variabile di consiglieri, in funzione del numero degli abitanti:
- 16 consiglieri nelle province con più di 700 000 abitanti;
- 12 consiglieri nelle province intermedie;
- 10 consiglieri nelle province con meno di 300 000 abitanti.

La Sicilia e la Sardegna applicano tale legge solo nella misura prevista dalle rispettive normative regionali. Dal 2014 gli enti di area vasta di queste regioni sono stati retti da Commissari straordinari e non vi è stata alcuna elezione di organi di governo delle province e delle città metropolitane.
Leggi specifiche regolano invece la provincia autonoma di Trento, la provincia autonoma di Bolzano, Il Friuli Venezia Giulia e la Valle d'Aosta.

## Suddivisione amministrativa
Le "province" italiane a livello amministrativo sono 101, di cui 76 province vere e proprie, 6 liberi consorzi comunali, 4 enti di decentramento regionale e 15 città metropolitane membri dell'UPI, cui si aggiungono 2 province autonome, mentre sono 5 le suddivisioni di livello provinciale a fini statistici.
- Per la Valle d'Aosta le competenze provinciali vengono espletate dalla regione, per cui non esiste una separata amministrazione provinciale. Aosta, oltre che capoluogo regionale, è considerata nelle statistiche anche come capoluogo provinciale in quanto la regione vi svolge anche tali funzioni.
- Le 2 province autonome di Bolzano e Trento hanno competenze di tipo provinciale e regionale,[61] e quindi vengono solitamente considerate pari alle regioni. Esse possiedono ciascuna un consiglio provinciale eletto dai cittadini, e l'unione dei due consigli costituisce il Consiglio regionale del Trentino-Alto Adige. Non sono membri dell'UPI.
- La Sardegna si è ristrutturata nel 2016 su quattro province e una città metropolitana, quest'ultima concepita nel vero spirito dell'ente, ossia includendovi solo i comuni agglomerati con il capoluogo.[N 11] Negli ambiti delle province soppresse – rinominate zone omogenee – comunque garantito l'esercizio autonomo delle funzioni provinciali e l'erogazione dei relativi servizi, sia pure formalmente nell'ambito delle nuove suddivisioni provinciali, fino alla definitiva soppressione di tutte le province.[62]. Con L.R. n. 7/2021 è stata prevista la soppressione della provincia del Sud Sardegna, la trasformazione della provincia di Sassari in città metropolitana e la reistituzione delle province di Gallura Nord-Est Sardegna, Ogliastra, Medio Campidano e Sulcis-Iglesiente. Nel corso del 2025 di queste sono divenute operative la città metropolitana di Sassari e la provincia della Gallura Nord-Est Sardegna.
- In ottemperanza allo Statuto regionale le nove circoscrizioni provinciali della Sicilia avrebbero già dovuto essere sostituite con legge regionale n. 9/1986 da un pari numero di province regionali formate come liberi consorzi comunali. Se tale operazione fu all'epoca un esercizio puramente lessicale, tale riforma è divenuta effettivamente concreta solo nel 2013, quando l'Assemblea regionale siciliana ha deliberato lo scioglimento dei consigli provinciali e delle relative giunte, commissariando gli enti da luglio e prevedendo la nomina dei nuovi presidenti da parte dei comuni dal 2014, termine poi spostato al 2015, poi al 2016 e finalmente al 2018.
- Nella regione autonoma Friuli-Venezia Giulia sono state abolite le 4 province presenti nel territorio: Gorizia, Pordenone e Trieste il 30 settembre 2017, dopo la liquidazione avviata il 1º gennaio 2017 e Udine, liquidata nel corso del 2018. Le funzioni provinciali sono state prima trasferite in capo alla regione, ai comuni o alle UTI,[63] poi agli enti di decentramento regionale entrati in funzione il 1º luglio 2020. Anche a seguito della soppressione delle province in Friuli-Venezia Giulia, i comuni di Trieste, Pordenone, Gorizia e Udine mantengono comunque le prerogative connesse alla qualificazione di "capoluogo di provincia".[64]
- Sette province sono ufficialmente bilingui: totalmente (ovvero, dal punto di vista legale, nella totalità dei loro comuni) Bolzano e Aosta, e parzialmente (ovvero solo in alcuni comuni) Trento, Trieste, Gorizia, Pordenone e Udine. Vi risiedono minoranze di lingua: tedesca (Bolzano e Udine), slovena (Trieste, Gorizia e Udine), ladina e friulana (Bolzano, Trento, Udine e Gorizia), francese (Valle d'Aosta). Tutte queste minoranze linguistiche sono tutelate da apposite leggi regionali e provinciali. A differenza dalle altre province italiane, qui i comuni emettono carte d'identità bilingui.

### Capoluoghi
I capoluoghi provinciali italiani sono 119 a fronte di 110 suddivisioni di livello provinciale (province, città metropolitane, liberi consorzi comunali ed enti di decentramento regionale), dato che vi è una provincia con tre capoluoghi (Barletta-Andria-Trani) e sette province con due capoluoghi:
- Un decreto-legge del governo Meloni del 30 gennaio 2024 ha ufficialmente riconosciuto lo status di co-capoluoghi a Cesena (accanto a Forlì) per Forlì-Cesena, Urbino (accanto a Pesaro) per Pesaro e Urbino e Carrara (accanto a Massa) per Massa-Carrara.[65]
- Le quattro nuove province sarde operative dal 2025 hanno ciascuna due capoluoghi: Gallura Nord-Est Sardegna (Olbia e Tempio Pausania), Ogliastra (Tortolì e Lanusei), Medio Campidano (Sanluri e Villacidro), Sulcis Iglesiente (Carbonia e Iglesias).

### Denominazione
La denominazione delle province in Italia nella maggior parte dei casi coincide a quella del capoluogo (o dei capoluoghi), con alcune eccezioni:
- Sei province hanno una denominazione almeno parzialmente geografica: Verbano-Cusio-Ossola, Monza e Brianza e le quattro nuove province sarde operative dal 2025: Gallura Nord-Est Sardegna, Ogliastra, Medio Campidano, Sulcis Iglesiente.
- Capitanata è usato come sinonimo istituzionalmente riconosciuto della provincia di Foggia.

### Esplicative
1. ↑  Tale uso è tipico di province che coincidono quasi esattamente ai precedenti Stati preunitari, come Lucca (Ducato di Lucca) o Massa (Ducato di Massa e Principato di Carrara).
2. ↑  Tale ornamento era molto diffuso in passato in età monarchica. Esempio: Forlì-Cesena.
3. ↑  È il caso di Bolzano
4. ↑  Ossia la DC, il PSI, il PCI, il PLI, gli azionisti e i demolaburisti.
5. ↑  A ben guardare, tuttavia, in un primo tempo la Valle d'Aosta sembrò essere concepita più una provincia con poteri regionali, piuttosto che il contrario. Ad esempio, il primo consiglio regionale fu votato in realtà secondo l'ultima legge elettorale approvata per le province nel 1923.
6. ↑  Il caso di Porto Maurizio si giustifica con la contestuale cessione del suo vecchio capoluogo, ossia Nizza, alla Francia in cambio dell'appoggio alle guerre che portarono appunto all'unificazione del Paese.
7. ↑  Il passaggio delle province venete all'Italia senza mutazioni territoriali comportò che esse non furono suddivise in circondari e mandamenti, ma rimasero ripartite in distretti come erano con l'Impero.
8. ↑  Si noti come, nell'età liberale, i confini provinciali rispettassero in maniera quasi assoluta quelli degli Stati preunitari.
9. ↑  La provincia di Fiume, quella di Pola tranne il capoluogo, e le metà orientali di quelle Trieste e di Gorizia, furono subito cancellate. Al loro posto vennero eletti su ordine militare slavo tre consigli popolari provinciali: uno per il Litorale sloveno nell'ambito dell'ex contea di Gorizia e Gradisca, uno per l'Istria nel fu margraviato, e uno cittadino per Fiume. La decisione, oltre a ricalcare abbastanza bene i confini etnici fra sloveni e croati, sottolineava il carattere di parentesi chiusa che la propaganda titina dava alla presenza statale italiana nella zona. La provincia di Lubiana tornò invece immediatamente a far parte in tutto e per tutto della Jugoslavia.
10. 1 2 3  Promossa dal governo Renzi e recante Disposizioni sulle città metropolitane, sulle province, sulle unioni e fusioni di comuni; detta anche "legge Delrio" dal suo estensore Graziano Delrio, deputato PD e ministro per gli affari regionali e le autonomie nel precedente governo Letta.
11. ↑  Le quattro province sarde di Carbonia-Iglesias, Medio Campidano, Ogliastra e Olbia-Tempio, abolite nel 2016, non avevano uffici statali provinciali, come la prefettura o la questura, in quanto esse non si basavano su una normativa nazionale ma solo su una legge regionale, e quindi erano unicamente sede degli organi provinciali e degli uffici regionali decentrati. In seguito ai risultati del referendum regionale del 2012 che le ha abrogate, è stata approvata una riforma complessiva degli enti provinciali in Sardegna. Il Consiglio Regionale della Sardegna si era dato fino al 30 giugno 2013 per emanare la nuova normativa, decidendo il 28 giugno il commissariamento delle quattro province in liquidazione: Consiglio Regionale della Sardegna. Archiviato l'8 gennaio 2014 in Internet Archive. Per le quattro province storiche ha invece prolungato il termine fino alle successive elezioni del 2015, e poi al 2016 adeguandole alla formula a suffragio ristretto nazionale

### Bibliografiche
1. ↑   REGIO DECRETO 7 giugno 1943, n. 652, su Normattiva. URL consultato il 25 febbraio 2024.
«Art. 95. La corona della Provincia (a meno di concessione speciale) è formata da un cerchio d'oro gemmato con le cordonature lisce ai margini, racchiudente due rami, uno di alloro ed uno di quercia, al naturale, uscenti dalla corona, decussati e ricadenti all'infuori.»
2. ↑   Supplemento ordinario alla Gazzetta ufficiale n. 170 del 24 luglio 1943, su gazzettaufficiale.it. URL consultato il 25 febbraio 2024.
3. ↑  Articoli 114 e seguenti.
4. ↑  
 Deliberazione 4 maggio 1870 che stabilisce quali debbono essere gli ornamenti esteriori degli stemmi, in Memoriale della Consulta araldica, vol. 1, Roma, Tipografia Cotta e comp., 1873,  pp. 25–31.
5. ↑   Decreto Rattazzi, su web.tiscali.it. URL consultato il 12 ottobre 2014 (archiviato dall'url originale il 17 ottobre 2014).
6. ↑  Legge Lanza
7. ↑   Gazzetta Ufficiale del 31 dicembre 1888, su augusto.digitpa.gov.it. URL consultato il 12 ottobre 2014 (archiviato il 12 ottobre 2014).
8. ↑   Gazzetta Ufficiale del 12 luglio 1894, su augusto.digitpa.gov.it. URL consultato il 12 ottobre 2014 (archiviato il 12 ottobre 2014).
9. ↑   Gazzetta Ufficiale del 22 febbraio 1904, su augusto.digitpa.gov.it. URL consultato il 17 febbraio 2015 (archiviato il 17 marzo 2014).
10. ↑   Gazzetta Ufficiale del 18 luglio 1913, su augusto.digitpa.gov.it. URL consultato il 12 ottobre 2014 (archiviato dall'url originale il 19 marzo 2014).
11. ↑   Copia archiviata, su augusto.digitpa.gov.it. URL consultato il 13 ottobre 2014 (archiviato dall'url originale il 12 ottobre 2014).
12. ↑   vedi, su books.google.it. URL consultato il 27 dicembre 2014 (archiviato il 27 dicembre 2014).
13. ↑   R.D.L. 4 aprile 1944 n. 111 su Gazzetta Ufficiale n. 21 del 22 aprile, su augusto.digitpa.gov.it. URL consultato il 28 ottobre 2014 (archiviato il 28 ottobre 2014).
14. ↑  Frutto del decreto legislativo luogotenenziale n. 23 del 1º febbraio 1945 che valeva per tutti i livelli istituzionali.
15. ↑   Legge n. 122/1951, su normattiva.it. URL consultato il 28 ottobre 2014 (archiviato il 6 novembre 2014).
16. ↑  Legge n. 962/1960 Archiviato il 27 ottobre 2014 in Internet Archive.
17. ↑  Legge 8 giugno 1990 n. 142 Archiviato il 29 ottobre 2014 in Internet Archive.
18. ↑   *** Normattiva ***, su normattiva.it. URL consultato il 29 ottobre 2014 (archiviato il 20 settembre 2014).
19. ↑   Legge regionale 1º settembre 1993, n. 26. (PDF), su regione.sicilia.it. URL consultato il 31 ottobre 2014 (archiviato il 24 settembre 2015).
20. ↑   Testo unico degli enti locali, su normattiva.it. URL consultato il 4 novembre 2014 (archiviato il 2 settembre 2014).
21. ↑   Legge Delrio, su lagazzettadeglientilocali.it. URL consultato il 4 novembre 2014 (archiviato il 19 luglio 2014).
22. ↑  Abolizione province: varato il Ddl, oggi in commissione - liberautopia.it Archiviato il 2 novembre 2014 in Internet Archive.
23. ↑   Referendum Sardegna: 100% sezioni scrutinate, netta prevalenza si, su regione.sardegna.it, Regione Autonoma della Sardegna, 7 maggio 2012. URL consultato il 13 maggio 2012 (archiviato il 22 dicembre 2014).
24. ↑   Legge Regionale 25 maggio 2012, N. 11, su consregsardegna.it, Consiglio Regionale della Sardegna. URL consultato l'8 giugno 2012 (archiviato dall'url originale il 20 ottobre 2012).
25. ↑   Legge Regionale 27 febbraio 2013, N. 5, su regione.sardegna.it, Consiglio Regionale della Sardegna. URL consultato il 30 maggio 2013 (archiviato il 6 ottobre 2014).
26. ↑   Legge regionale sarda n°7/2015, su consiglio.regione.sardegna.it. URL consultato il 17 marzo 2015 (archiviato dall'url originale il 13 marzo 2015).
27. ↑   Copia archiviata, su livesicilia.it. URL consultato il 17 novembre 2015 (archiviato il 17 novembre 2015).
28. ↑   Legge 23 ottobre 1859 n. 3702, su web.tiscali.it. URL consultato il 12 ottobre 2014 (archiviato dall'url originale il 17 ottobre 2014).
29. ↑   In Toscana la legge Rattazzi non arrivò mai. (PDF), su 150anni.it. URL consultato il 19 novembre 2014 (archiviato dall'url originale il 12 novembre 2014).
30. ↑   Decreto 32 del dittatore Garibaldi, su eleaml.org. URL consultato il 19 novembre 2014 (archiviato il 29 novembre 2014).
31. ↑  Legge 20 marzo 1865 n. 2248
32. ↑  Legge 9 febbraio 1868, n. 4232
33. ↑  Regio Decreto 15 ottobre 1870, n. 5929
34. ↑  Regio decreto 18 gennaio 1923, n. 53, art.1
35. ↑  Regio decreto 18 gennaio 1923, n. 53, art. 2
36. ↑  Regio decreto 18 gennaio 1923, n. 54
37. ↑  Regio decreto 21 gennaio 1923, n. 93
38. ↑  Regio decreto 4 marzo 1923, n. 544
39. ↑  Regio decreto 4 marzo 1923, n. 545
40. ↑  Regio decreto 8 luglio 1923, n. 1726
41. ↑  Regio decreto 2 settembre 1923, n. 1911.
42. ↑  Regio decreto 2 settembre 1923, n. 1913.
43. ↑  Regio decreto 9 novembre 1923, n. 2490.
44. ↑  Regio decreto 9 novembre 1923, n. 2491.
45. ↑  Regio decreto legge 22 febbraio 1924, n. 213.
46. ↑  Regio decreto legge 15 novembre 1925, n. 2011.
47. ↑  Regio decreto legge 2 gennaio 1927, n. 1.
48. ↑  Regio decreto legge 31 marzo 1927, n°468.
49. ↑  Regio decreto legge 24 gennaio 1929, n°106.
50. ↑  Regio decreto legge 1º aprile 1935, n. 297.
51. ↑  Regio decreto legge 16 dicembre 1938, n. 1860, art.2.
52. ↑  Regio decreto 23 novembre 1939, n. 1891.
53. ↑  Regio decreto legge 3 maggio 1941, n. 291.
54. ↑  Regio decreto legge 18 maggio 1941, n. 452.
55. ↑   Cronologia istriana, su xoomer.virgilio.it. URL consultato il 7 febbraio 2015 (archiviato il 7 febbraio 2015).
56. ↑  Decreto legislativo luogotenenziale 1 marzo 1946, n. 48, articolo 2, in materia di "Ricostituzione dei comuni di Massa, Carrara e Montignoso.".
57. ↑  Decreto legislativo luogotenenziale 11 giugno 1945, n. 373, in materia di "Ricostruzione della provincia di Caserta.".
58. ↑  Legge costituzionale 26 febbraio 1948, n°5.
59. ↑  legge regionale n. 20 del 9 dicembre 2016
60. ↑   Stefano Pagliarini, Perché tornano le Province, in today.it, 12 gennaio 2023. URL consultato il 12 gennaio 2023.
61. ↑  "Diritto Pubblico", a cura di Franco Modugno, Giappichelli editore, 2012
62. ↑  artt. 2, 3 e 25 della legge regionale n. 2 del 4 febbraio 2016
63. ↑   Copia archiviata, su consiglio.regione.fvg.it. URL consultato il 22 gennaio 2018 (archiviato dall'url originale il 12 gennaio 2018).
64. ↑  Art. 46 della legge regionale del Friuli-Venezia Giulia n. 20 del 9 dicembre 2016
65. ↑   La svolta nell'articolo 3 del decreto 'Election Day', Cesena da oggi è capoluogo: "Ce lo meritiamo". Cosa cambia, su CesenaToday. URL consultato il 24 giugno 2024.